# Calum Jarvis
Calum Jarvis (12 de maio de 1992) é um nadador britânico, campeão olímpico.

## Carreira
Jarvis conquistou a medalha de ouro nos Jogos Olímpicos de Verão de 2020 em Tóquio na prova de revezamento 4×200 m livre masculino, ao lado de Thomas Dean, James Guy, Matthew Richards e Duncan Scott, com a marca de 6:58.58.